# Le Rock à Billy
Cet article possède un paronyme, voir Rockabilly.
Singles de Superbus
Little Hily Butterfly
Pistes de Wow
Ramdam
Le Rock à Billy est le premier single du troisième album du groupe Superbus, Wow, paru en octobre 2006. Le titre passe pour la première fois en radio le 21 juin 2006 sur les ondes de Ouï FM, puis sort en single digital dans la foulée. La version album sera légèrement modifiée au niveau de l'intro.
Ce premier single révèle un son disco rock aux accents new wave et dirty pop mais passe totalement inaperçu par rapport aux cartons que le groupe enchaînera avec Butterfly, Lola et Travel the World.
La chanson bénéficie d'un clip'o'teaser,  une animation en accéléré faîte à partir du makin-of de la séance photo pour l'artwork de Wow, réalisé par Domingo Olmo Martin, alias "King of Punk".